# Haplogroupe K (ADNmt)

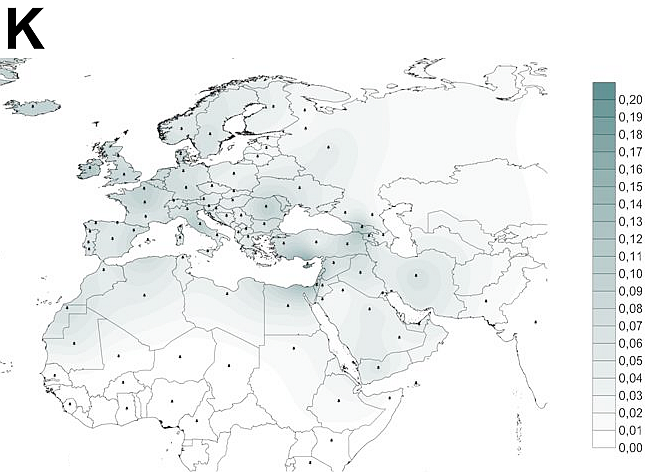
Fréquence spatiale de l'haplogroupe K

L'haplogroupe K est un haplogroupe d'ADN mitochondrial humain (ADNmt). Il est défini par les mutations HVR1 16224C et 16311C.
Il est issu de l'haplogroupe U8b. On estime qu'il date du Paléolithique supérieur, il y a 30 000 à 22 000 ans.

## Distribution
L'haplogroupe K est présent en Europe centrale, en Europe du Sud, en Europe du Nord, en Afrique du Nord, dans la Corne de l'Afrique, en Asie du Sud, en Asie de l'Ouest et dans les populations ayant une telle ascendance.
L'haplogroupe K se trouve chez environ 10 % des Européens autochtones. Il est le plus fréquent en Bulgarie, le sous-clade K1c étant le plus fréquent dans les pays slaves.
Dans l'ensemble, l'haplogroupe K se trouve chez environ 6 % de la population d'Europe et du Proche-Orient, mais il est plus fréquent dans certaines de ces populations. Environ 16 % des Druzes de Syrie, du Liban, d'Israël et de Jordanie appartiennent à l'haplogroupe K. On le trouve également chez 8 % des Palestiniens. De plus, K atteint un niveau de 17 % au Kurdistan.
Environ 32 % des personnes d'ascendance juive ashkénaze appartiennent à l'haplogroupe K et environ 21 % d'entre eux se trouvent dans K1a1b1a. Ce pourcentage élevé indique un possible effet fondateur génétique qui s'est produit il y a environ 1000 à 1200 ans AP. Ce goulot d'étranglement génétique particulièrement affecté K1a1b1a parce que les proportions d'allèles fondateurs et de variants pathogènes des porteurs de K1a1b1a étaient plus élevées que chez les porteurs d'autres haplogroupes et que les porteurs de K1a1b1a avaient des longueurs totales plus longues pour les séquences d'homozygotie par rapport aux porteurs d'autres haplogroupes. Les Ashkénazes de l'ADNmt K se subdivisent en six sous-clades : K1a1b1*, K1a1b1a, K1a4a, K1a9, K2a* et K2a2a1. Leur variété de K1a4a est plus précisément dans la sous-clade K1a4a2a1. Une étude de 2013 suggère cependant que ces sous-clades de K proviendraient plutôt d'Europe occidentale. Mais les scientifiques ont appris plus tard que l'ancêtre féminine de K1a9 vivait probablement dans l'Israël antique et elle appartiendrait à un pool d'ADNmt hébreu / levantin et Asiatique occidental parce que les Juifs partagent K1a9 avec des non-Juifs d'Iran et de Syrie. Cependant, K1a1b1a, K1a4a, K2a* et K2a2a1 pourraient toujours être d'origine européenne.
K semble être le plus fréquent dans le Morbihan (17,5 %) et le Périgord-Limousin (15,3 %) en France, ainsi qu'en Norvège et en Bulgarie (13,3 %). Le niveau est de 12,5 % en Belgique, 11 % en Géorgie et 10 % en Autriche et en Grande-Bretagne.
L'haplogroupe K se retrouve également chez les Gouragués (10 %), les Syriens (9,1 %), les Afars (6,3 %), les Berbères zénètes (4,11 %).

## Paléogénétique

### Proche-Orient et Europe néolithique
Une étude de paléogénétique publiée en 2022 a étudié treize génomes anciens (env. 8500 - 7500 av. J.-C.) du Néolithique précéramique du site archéologique de Çayönü (Anatolie, Turquie actuelle). L'haplogroupe du génome mitochondrial de tous les individus, à l'exception d'un, est K1. L'haplogroupe K a été utilisé comme marqueur de l'expansion néolithique car il est quasiment absent chez les chasseurs-cueilleurs mésolithiques d'Europe centrale et septentrionale. Cependant, des lignées appartenant à K1a ont été enregistrées chez deux chasseurs-cueilleurs mésolithiques (vers 7000 avant notre ère) de la grotte de Theopetra en Grèce, ce qui en fait actuellement les seuls chasseurs-cueilleurs en Europe avec un haplogroupe différent de U5. Ces exemples confirment la présence de ce génome en Anatolie et dans la mer Égée avant même l'expansion du Néolithique.
L'haplogroupe K a été trouvé dans les restes de trois individus du site néolithique de Tell Ramad, en Syrie, datant d'environ 6000 av. J.-C. Le clade a également été découvert dans des squelettes de premiers agriculteurs en Europe centrale datés d'environ 5500 - 5300 av. J.-C., à des pourcentages qui étaient presque le double du pourcentage présent dans l'Europe moderne.
L'étude d'un monument funéraire du Néolithique ancien (3762 - 3648 av. J.-C.) situé sur le site de Trumpington Meadows, dans le Cambridgeshire, montre que les individus étudiés (deux frères) sont de l'haplogroupe mitochondrial K1a et de l'haplogroupe du chromosome Y I2a-. L'analyse des traits phénotypiques a montré que ces deux individus avaient les yeux marron et les cheveux bruns. Ils étaient intolérants au lactose.
L'analyse de l'ADNmt d'Ötzi, l'homme momifié datant de 3300 av. J.-C. trouvé à la frontière austro-italienne, a montré qu'Ötzi appartient au sous-clade K1. Il ne peut être classé dans aucune des trois branches modernes de ce sous-clade (K1a, K1b ou K1c). Le nouveau sous-clade a été provisoirement nommée K1ö pour Ötzi. L'étude de dosage multiplex a pu confirmer que l'ADNmt d'Ötzi appartient à un nouveau clade d'ADNmt européen avec une distribution très limitée parmi l'ensemble des données modernes.
L'haplogroupe K a également été observé parmi les momies égyptiennes antiques découvertes sur le site archéologique d'Abousir el-Meleq, en Moyenne-Égypte, qui datent des périodes pré-ptolémaïque / fin du Nouvel Empire et romaine. On a également observé que des fossiles mis au jour sur le site du Néolithique tardif de Kelif el Boroud, au Maroc, datés d'environ 3000 av. J.-C., portaient la sous-clade K1.

### Europe mésolithique
En 2016, les chercheurs ont extrait l'ADN du tibia de deux individus, datés respectivement de 7288 - 6771 avant notre ère et 7605 - 7529 avant notre ère, enterrés dans la grotte de Theopetra (en) (Thessalie), en Grèce. Les deux individus appartenaient à l'haplogroupe de l'ADNmt K1c.
Une étude publiée en 2019 portant sur l'ADN d'une femme trouvé sur l'île danoise de Lolland et datant de 3700 av. J.-C. appartient à l'haplogroupe K1e. Bien que cet haplogroupe ait été souvent associé aux premières communautés agricoles s'étendant en Europe, de plus en plus de preuves suggèrent que cette lignée était déjà présente en Europe au Mésolithique. Dans le cas étudié, le manque d'ascendance d'agriculteurs néolithiques de cet individu est cohérent avec les preuves ailleurs en Europe, ce qui suggère que des groupes de chasseurs-cueilleurs génétiquement distincts ont survécu beaucoup plus longtemps que ce que l'on pensait auparavant. Ces « survivants » des chasseurs cueilleurs de l'Ouest européen (WHG) pourraient avoir déclenché la résurgence de l'ascendance des chasseurs-cueilleurs qui se serait produite en Europe centrale entre 5000 et 3000 av. J.-C..